# 한국배구연맹

V-리그 경기 (남자부)

V-리그 경기 (여자부)

한국배구연맹(韓國排球聯盟)은 배구를 발전시키고 이를 보급하여 국민생활의 명랑화와 건전한 여가선용에 이바지하며 배구를 통하여 스포츠 진흥에 기여하고 우리나라의 번영과 국제친선에 공헌할 목적으로 2004년 12월 31일 설립된 대한민국 문화체육관광부 소관의 사단법인으로, 대한민국의 프로배구 기구이다. 영문명칭은 'KOrea VOlleyball Federation'으로 줄여서 KOVO(코보)라고 부르기도 한다. 현재 V-리그와 KOVO컵을 주관하고 있다. 사무실은 서울특별시 마포구 월드컵북로 402, KGIT센터 11층에 있다.

## 역사
실업리그를 운영하던 한국 배구는 기존의 실업 리그 체제로는 배구의 저변확대와 실력향상에 한계가 있음을 깨닫고, 야구, 축구, 농구에 이어 단체 구기 종목으로는 네 번째 프로 스포츠로 출범했다. 2005년 원년에는 지방을 순회하는 형식으로 리그를 운영하였고, 2005~2006시즌부터 서울을 제외한 전국 다섯 개 도시에 연고지를 정하여 운영했으며, 2009~2010시즌부터 서울 연고팀이 추가된다. 홈 앤드 어웨이 방식으로 리그를 운영하고 있다. 서울, 인천, 수원, 천안, 대전, 구미 등 각각의 연고 도시는 남자팀과 여자팀이 같은 경기장을 사용토록 하고 있다.
2014년 10월 13일 KOVO출범 10주년 CI&BI, 미래비전 선포식을 개최하고, 연맹의 CI를 변경하였다.

## 주요 사업
- 배구경기의 주최
- 배구기술의 개발 및 지도, 보급
- 배구에 관한 자료의 모집, 조사 및 연구
- 배구선수, 감독, 코치 및 심판의 양성
- 배구관계자의 상벌 및 복지사업
- 배구를 통한 국제교류 등

## 한일 V-리그 탑매치
한국 V-리그와 일본 V.프리미어 리그 1, 2위 팀이 참여해 각각 두 경기 씩을 치르고 순위를 정하는 대회이다. 상금은 1위팀에게 2만 달러, 2위팀에게 1만 달러, 그리고 3, 4위 팀과 대회 MVP에게 각각 5천 달러씩 주어진다. 단 2008년은 베이징 올림픽 예선전이 시즌 직후 열리는 관계로 한일 탑매치가 열리지 않는 대신 양국의 심판이 교환되어 경기를 진행하였다. 한국은 김건태 심판이, 일본은 사카이데 오다무 심판이 각각 일본과 한국에서 열리는 경기의 주심 및 부심을 맡아 진행하였다. 2년 만에 재개된 2009년 대회는 흥국금융가족의 후원 아래 광주 염주 체육관에서 1994~95 대통령배 슈퍼 리그 개최이후 14년 만에 배구경기가 개최되었으며 2010년 대회는 KT&G 정관장의 후원으로 서울 한양대학교 올림픽 체육관에서 개최가 되었는데 이 대회부터 경기방식이 약간 변경이 되었다 즉 전년도 까지는 한국,일본 양리그 우승 팀과 준우승 팀이 참가를 했는데 방식을 개편해서 남여 우승 팀끼리 맞붙어서 단판승부로 결정짓는 이른바 한일 양국 프로배구의 챔피언중의 챔피언을 결정하는 대회로 바뀌게 되었다. 개편 첫 대회는 한국에서 남녀부 모두 같은 장소에서 개최한다. 차기 2011년 대회는 일본에서 개최할 예정이었으나, 동일본 대지진 여파로 취소되었다. 2008,2012,2016년은 올림픽으로 인해 개최되지 않았으며, 2014년에는 일정 문제로 개최되지 못했다.

### Hite 2006 한일 V-리그 탑매치
- 남자부

| 날짜            | 팀 1            | 득점  | 팀 2              | 장소              |
| --------------- | --------------- | ----- | ----------------- | ----------------- |
| 2006년 4월 22일 | 천안 현대캐피탈 | 1 - 3 | 오사카 블레이저스 | 올림픽 제2 체육관 |
| 2006년 4월 22일 | 대전 삼성화재   | 3 - 1 | 산토리 선버즈     | 올림픽 제2 체육관 |
| 2006년 4월 23일 | 대전 삼성화재   | 3 - 0 | 오사카 블레이저스 | 올림픽 제2 체육관 |
| 2006년 4월 23일 | 천안 현대캐피탈 | 3 - 0 | 산토리 선버즈     | 올림픽 제2 체육관 |

### 현대캐피탈 2007 한일 V-리그 탑매치
- 남자부

| 날짜            | 팀 1               | 득점  | 팀 2            | 장소              |
| --------------- | ------------------ | ----- | --------------- | ----------------- |
| 2007년 4월 21일 | 대전 삼성화재      | 3 - 0 | 산토리 선버즈   | 올림픽 제2 체육관 |
| 2007년 4월 21일 | 천안 현대캐피탈    | 3 - 0 | 도레이 애로우즈 | 올림픽 제2 체육관 |
| 2007년 4월 22일 | 천안 현대캐피탈    | 3 - 1 | 산토리 선버즈   | 올림픽 제2 체육관 |
| 2007년 4월 22일 | 대전 삼성 블루팡스 | 3 - 1 | 도레이 애로우즈 | 올림픽 제2 체육관 |

- 여자부

| 날짜            | 팀 1              | 득점  | 팀 2          | 장소              |
| --------------- | ----------------- | ----- | ------------- | ----------------- |
| 2007년 4월 28일 | 히사미츠 스프링스 | 3 - 0 | 수원 현대건설 | 오사카 부립체육관 |
| 2007년 4월 28일 | JT 마벨러스       | 3 - 1 | 인천 흥국생명 | 오사카 부립체육관 |
| 2007년 4월 29일 | JT 마벨러스       | 3 - 2 | 수원 현대건설 | 오사카 부립체육관 |
| 2007년 4월 29일 | 히사미츠 스프링스 | 3 - 0 | 인천 흥국생명 | 오사카 부립체육관 |

### 흥국금융가족 2009 한일 V-리그 탑매치
- 남자부

| 날짜            | 팀 1              | 득점  | 팀 2               | 장소                |
| --------------- | ----------------- | ----- | ------------------ | ------------------- |
| 2009년 4월 25일 | 사카이 블레이저스 | 1 - 3 | 대전 삼성화지니    | 기타큐슈 시립체육관 |
| 2009년 4월 25일 | 도레이 애로우즈   | 3 - 1 | 천안 현대캐피탈    | 기타큐슈 시립체육관 |
| 2009년 4월 26일 | 사카이 블레이저스 | 3 - 0 | 천안 현대캐피탈    | 기타큐슈 시립체육관 |
| 2009년 4월 26일 | 도레이 애로우즈   | 3 - 1 | 대전 삼성 블루팡스 | 기타큐슈 시립체육관 |

- 여자부

| 날짜            | 팀 1          | 득점  | 팀 2              | 장소             |
| --------------- | ------------- | ----- | ----------------- | ---------------- |
| 2009년 4월 18일 | 인천 흥국생명 | 3 - 1 | 히사미츠 스프링스 | 광주 염주 체육관 |
| 2009년 4월 18일 | 서울 GS칼텍스 | 3 - 1 | 도레이 애로우즈   | 광주 염주 체육관 |
| 2009년 4월 19일 | 서울 GS칼텍스 | 2 - 3 | 도레이 애로우즈   | 광주 염주 체육관 |
| 2009년 4월 19일 | 인천 흥국생명 | 1 - 3 | 히사미츠 스프링스 | 광주 염주 체육관 |

### 정관장 2010 한일 V-리그 탑매치
| 날짜            | 경기 대진 | 팀 1             | 득점  | 팀 2            | 장소                          |
| --------------- | --------- | ---------------- | ----- | --------------- | ----------------------------- |
| 2010년 4월 25일 | 남자부    | 대전 삼성화재    | 3 - 1 | 파나소닉 팬더즈 | 서울 한양대학교 올림픽 체육관 |
| 2010년 4월 25일 | 여자부    | 대전 KGC인삼공사 | 2 - 3 | 토레이 애로우즈 | 서울 한양대학교 올림픽 체육관 |

### 정관장 2013한일 V-리그 탑매치
| 날짜            | 경기 대진 | 팀 1             | 득점  | 팀 2              | 장소                      |
| --------------- | --------- | ---------------- | ----- | ----------------- | ------------------------- |
| 2013년 4월 21일 | 남자부    | 대전 삼성화재    | 2 - 3 | 사카이 블레이저스 | 일본 샌다이 제비오 아레나 |
| 2013년 4월 21일 | 여자부    | 화성 IBK기업은행 | 0 - 3 | 히사미츠 스프링스 | 일본 샌다이 제비오 아레나 |

### IBK기업은행 2015한일 V-리그 탑매치
| 날짜            | 경기 대진 | 팀 1             | 득점  | 팀 2           | 장소       |
| --------------- | --------- | ---------------- | ----- | -------------- | ---------- |
| 2015년 4월 12일 | 남자부    | 안산 OK저축은행  | 3 - 2 | JT 선더스      | 장충체육관 |
| 2015년 4월 12일 | 여자부    | 화성 IBK기업은행 | 0 - 3 | NEC 레드로키츠 | 장충체육관 |

## 역대 총재
| 구분    | 이름   | 재임 기간                          |
| ------- | ------ | ---------------------------------- |
| 1대     | 김혁규 | 2004년 10월 18일 ~ 2008년 6월 25일 |
| 2대,3대 | 이동호 | 2008년 7월 2일 ~ 2011년 10월 18일  |
| 4대,5대 | 구자준 | 2012년 10월 9일 ~ 2017년 7월 3일   |
| 6대     | 조원태 | 2017년 7월 3일 ~                   |

## 같이 보기
- V-리그 (대한민국)
- KOVO컵